# テハチャピループ線

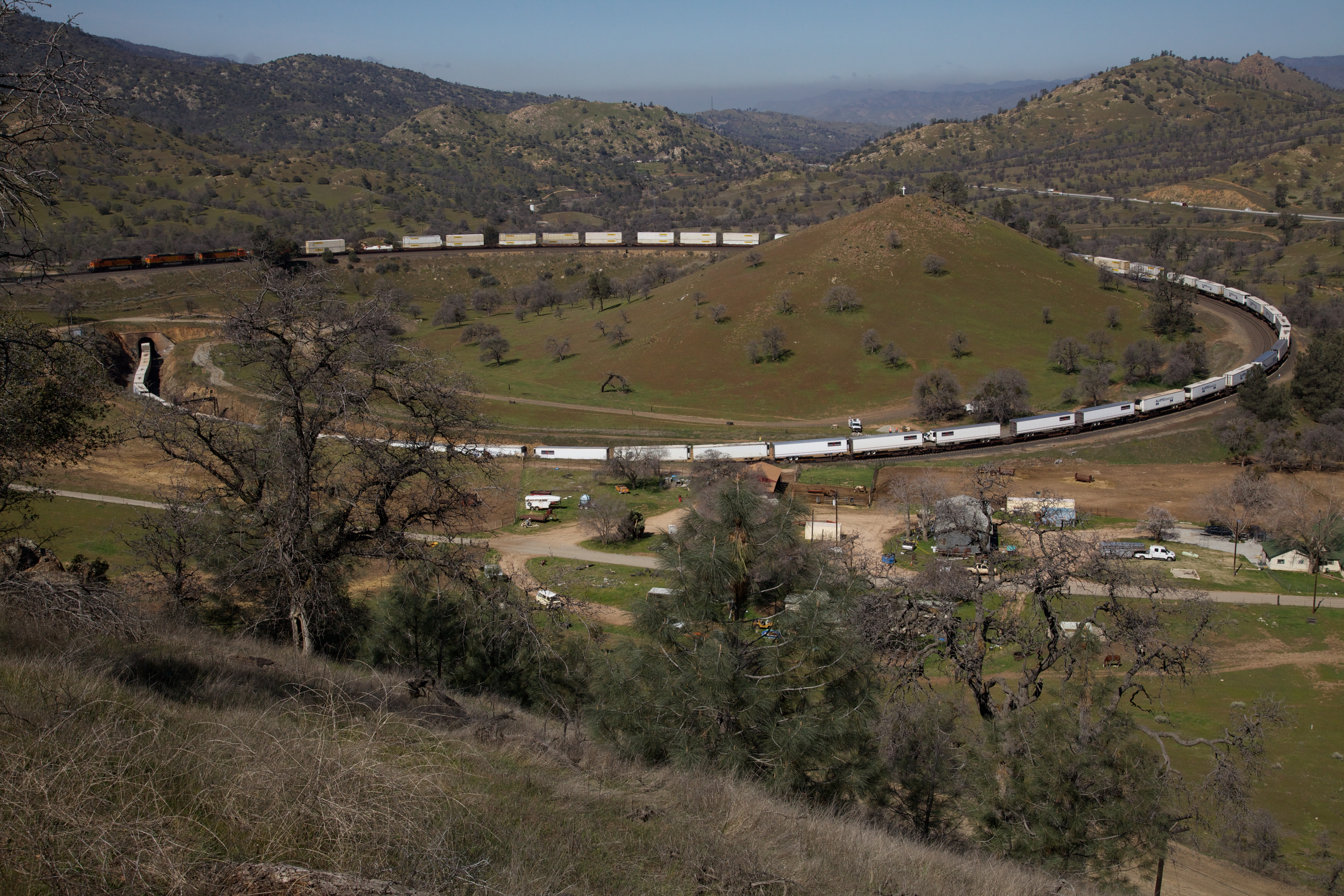
テハチャピループ線 遠景

テハチャピループ線（テハチャピループせん、英語: Tehachapi Loop）は、アメリカ合衆国カリフォルニア州の南部においてテハチャピ峠を鉄道が越える場所にある、全長1.17 kmのループ線である。

## 地理
テハチャピループ線の存在している路線は、サンホアキン・バレーにあるベーカーズフィールドと、アンテロープ・バレーにあるモハーベ（Mojave）の間を結んでいる。
勾配を緩和するために、線路が周回するように敷かれており、平均勾配が20パーミルなのでループ前後の高低差は77フィート（約23 m）となる。アメリカで運行されている長距離貨物列車には編成の全長が1,000 mを超える列車（典型的な40フィート有蓋車では総数85両ほど）が珍しくなく、そうした列車ではこのループ内で編成の前後が交差する。
ループ線がある場所の地名は、サザン・パシフィック鉄道の地域監督官であったW.A. Longにちなんで、ワロング (Walong) とされている。このループ線には、ワロング側線という側線もある。また途中に第9トンネルというトンネルもあり、この名前はもともとはベーカーズフィールドから9番目のトンネルであったことから来ている。
ラ・メサ模型鉄道クラブ (The La Mesa Model Railroad Club) は、このループ線のスケールモデルをサンディエゴにある模型鉄道博物館に制作し、一般に公開している。

## 歴史
この路線はサザン・パシフィック鉄道によって1876年に建設された。その当時としては最高の土木技術の成果の1つとされ、また単線の鉄道としては世界的にみても列車本数の多い区間とされている。アーサー・ド・ウィント・フット (Arthur De Wint Foote) とウィリアム・フッド (William Hood) がこの路線の建設に携わった。1998年には米国土木学会の指定する歴史的土木施設に指定された。
2010年現在、この線はユニオン・パシフィック鉄道が所有している。また線路使用権の取り決めにより、BNSF鉄道もこの路線を利用している。列車が頻繁に運行されていることと優れた景観から、この地域はアメリカにおける鉄道ファンの関心を集める場所となっている。多くの関連物品を収蔵する鉄道博物館が近くのテハチャピに存在している。
大きな白い十字架が、このループの中央にある丘の頂上に置かれている。これは1989年5月12日に起きたサンバーナーディーノ列車脱線事故で死亡したサザン・パシフィック鉄道の2人の従業員を追悼するものである。

## ギャラリー

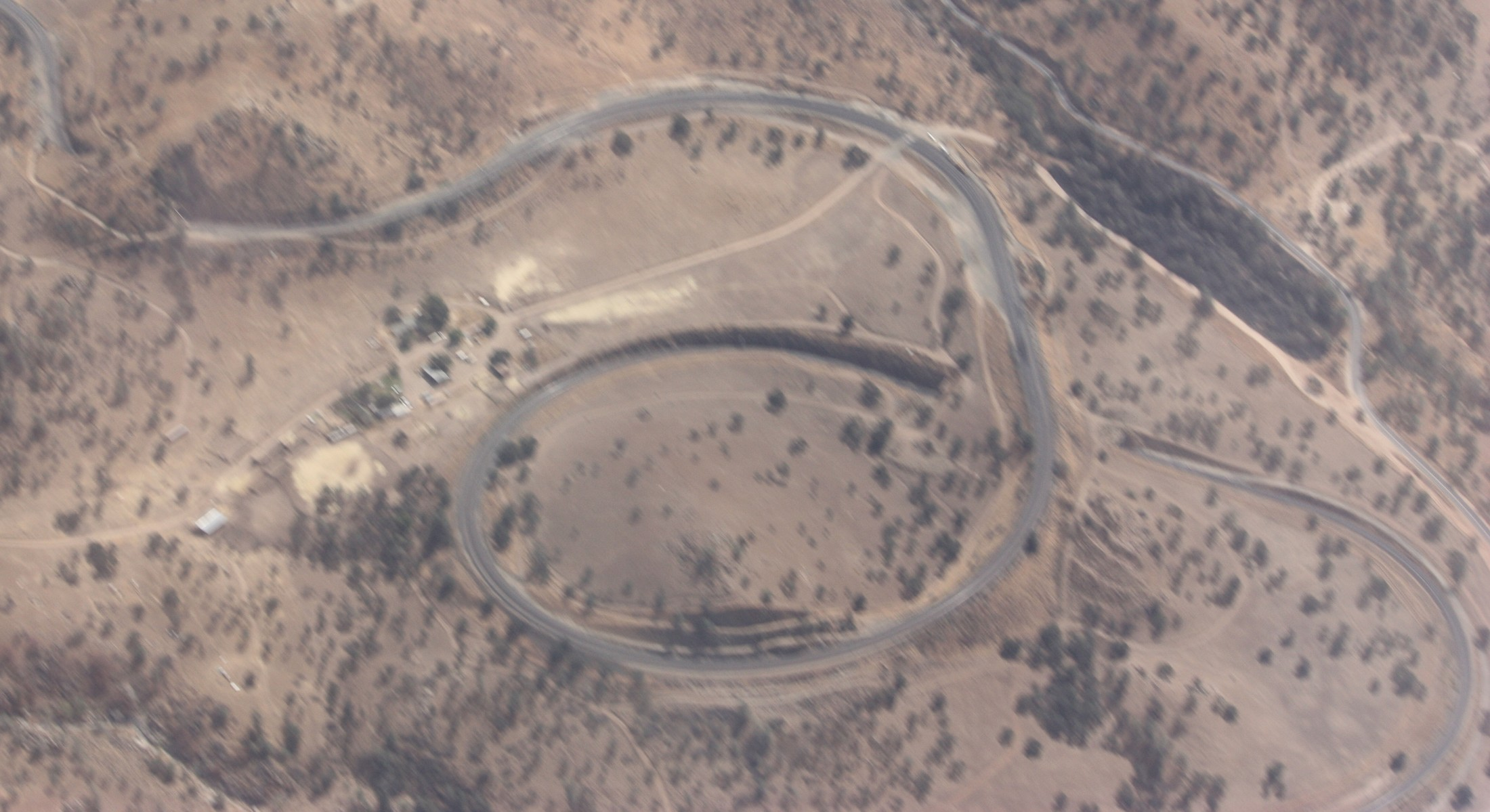
テハチャピループ線の空撮画像
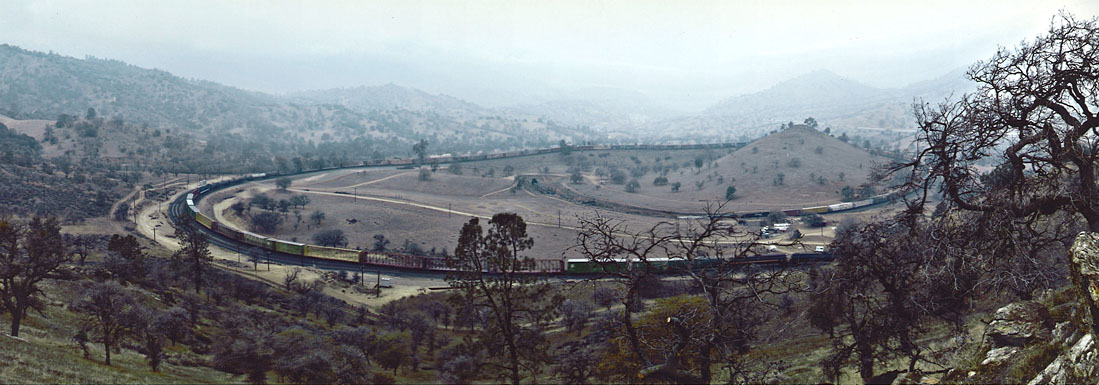
テハチャピループ線のパノラマ画像
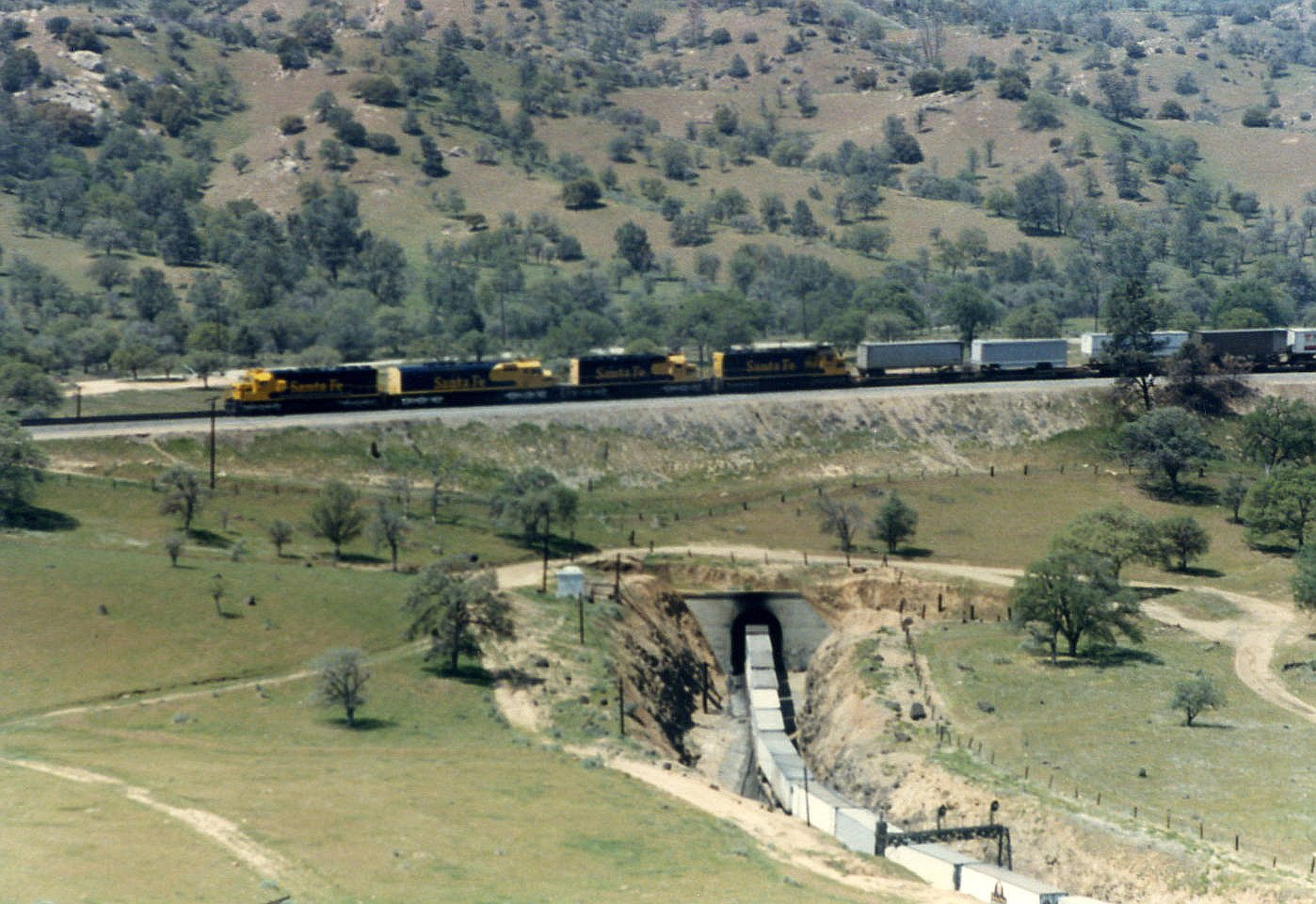
アッチソン・トピカ・アンド・サンタフェ鉄道（当時）の東行き貨物列車の先頭部が、その列車の後部の上に差し掛かる様子 （1987年4月の撮影）